# Honouliuli (métro d'Honolulu)
Honouliuli est une station de métro à East Kapolei, dans le comté d'Honolulu, à Hawaï, aux États-Unis. Située sur la seule ligne du métro d'Honolulu entre Keoneʻae et Hōʻaeʻae, elle a ouvert le 30 juin 2023.